# Burdyniszki
Burdyniszki est un village polonais du district administratif de Suwałki, dans le powiat de Suwałki, voïvodie de Podlachie, au Nord-Est du pays. Il est situé à environ 11 km à l'Est de Suwałki et à 108 km au Nord de la capitale régionale Białystok.